# Monthly Review
Monthly Review es una revista socialista independiente publicado 11 veces al año en Nueva York.
Fue fundada por Paul Sweezy y Leo Huberman, profesor de economía de la Universidad de Harvard, en 1949, convirtiéndose en el primer editor. El periódico The New York Times describió a Sweezy como "el intelectual y publicador marxista líder de la nación durante la Guerra Fría y la era del Macarthismo", en los años 50. Por esto último, fue señalado como "activista subversivo" y perseguido. El caso de Monthy Review llegó a la Corte Suprema de Estados Unidos y fue considerado un hito en la lucha por la libertad de expresión.
En el primer número se publicó el mítico ensayo de Albert Einstein titulado «¿Por qué el socialismo?». Además de Einstein, otros colaboradores de la revista incluyen W. E. B. Du Bois, Jean-Paul Sartre, Fidel Castro, Che Guevara, Malcolm X, G. D. H. Cole, Eduardo Galeano, C. Wright Mills, Daniel Ellsberg, Noam Chomsky, E. P. Thompson, Ralph Miliband, Joan Robinson e Isabel Allende. La línea editorial de esta publicación ha sido siempre antiimperialista, aunque se ha mantenido independiente de los compromisos políticos del momento.[cita requerida]

## Editores
Monthly Review ha tenido seis editores hasta la fecha: 
- Paul Sweezy, desde 1949 hasta su muerte, en 2004.
- Leo Huberman, desde 1949 hasta su muerte, en 1968.
- Harry Magdoff, desde 1969 hasta su muerte, en 2006.
- Ellen Meiksins Wood, 1997-2000.
- Robert McChesney, 2000-2004.
- John Bellamy Foster, desde mayo de 2000 hasta la actualidad.[cita requerida]
- Yoshie Furuhashi, actualmente el editor de MR Zine/Monthly Review.